# Güven Hokna
Güven Hokna (Ankara, Turska, 24. siječnja 1946.), turska glumica.

## Filmografija

### Televizijske uloge
- Pansies (2019. – 2020.) kao Şükran
- Bahtijar Olmez (2017. – 2018.) kao Latife
- Ti si moj (2015.) kao Bereket
- 'Ulica mira (2012.) kao Saadet
- Sensiz Olmaz (2011.)
- Beyaz Show (2010.) kao Güven Hokna
- Kad lišće pada (2006. – 2010.) kao Hayriye Tekin
- Avrupa Yakası (2004.)
- Kurtlar Vadisi (2003. – 2005.) kao Nergiz Karahanli
- Kumsaldaki İzler (2002.) kao Nimet
- Zerda (2002.) kao Sultan Eroğlu
- Havada Bulut (2002.) kao Gülizar
- İkinci Bahar (1998.) kao Neriman Dürüst
- Ferhunde Hanımlar (1993.) kao Suzi

### Filmske uloge
- Ayak Altında (2007.)
- Eşkıya (1996.) kao Sestra Sevim